# Caïman à museau large
Caiman latirostris
Pour les articles homonymes, voir Caïman (animal).
Espèce
Synonymes
- Crocodilus latirostris Daudin, 1802
- Caiman fissipes Spix, 1825
- Champsa fissipes (Spix, 1825)
- Alligator cynocephalus Duméril & Bibron, 1836
- Alligator latirostris (Daudin, 1802)
- Jacaretinga latirostris (Daudin, 1802)

Statut de conservation UICN

 LC  : Préoccupation mineure
Statut CITES
Statut CITES
Caiman latirostris, le Caïman à museau large ou Yacaré overo ou encore jacaré, est une espèce de crocodiliens de la famille des Alligatoridae.
Son nom Yacaré overo provient de la coloration des taches diffuses qui le caractérise, entre le vert intense et le gris pâle. Il est moins fréquent que son parent le Yacaré negro ou Jacara, avec lequel il partage généralement l'habitat. Intensément chassé pour sa peau durant des décennies, il est inclus dans l'Appendice II de la liste des espèces protégées de la CITES. On le connait aussi sous le nom de caiman du Brésil, caimán de hocico ancho et en langue portugaise jacaré tinga ou papo amarelo.

## Répartition

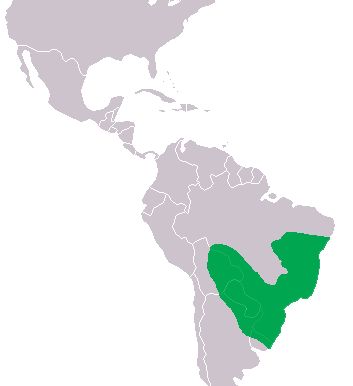
Répartition du caïman à museau large

Le yacaré overo habite des régions marécageuses et lacustres de Bolivie, du Brésil, de l'Argentine et du Paraguay, en particulier les bassins de l'Amazone, du Paraguay et du Paraná. Il préfère les zones de végétation intense et de climat tropical, qui favorise sa chasse et sa reproduction, bien qu'il puisse survivre dans des climats plus tempérés et secs que d'autres espèces.
On a rencontré sa présence dans des mares artificielles pour le bétail dans le nord des plaines argentines jusqu'à 22° de latitude sud. Mais son aire de distribution va beaucoup plus loin vers le sud, jusqu'à l'est de l'Uruguay (35°). Les populations les plus importantes se trouvent dans le Pantanal brésilien et dans les étangs de l'Iberá en Argentine.

## Liste des sous-espèces
Selon The Reptile Database (23 janvier 2014) :
- Caiman latirostris latirostris  (Daudin, 1802)
- Caiman latirostris chacoensis Freiberg & Carvalho, 1965

## Description

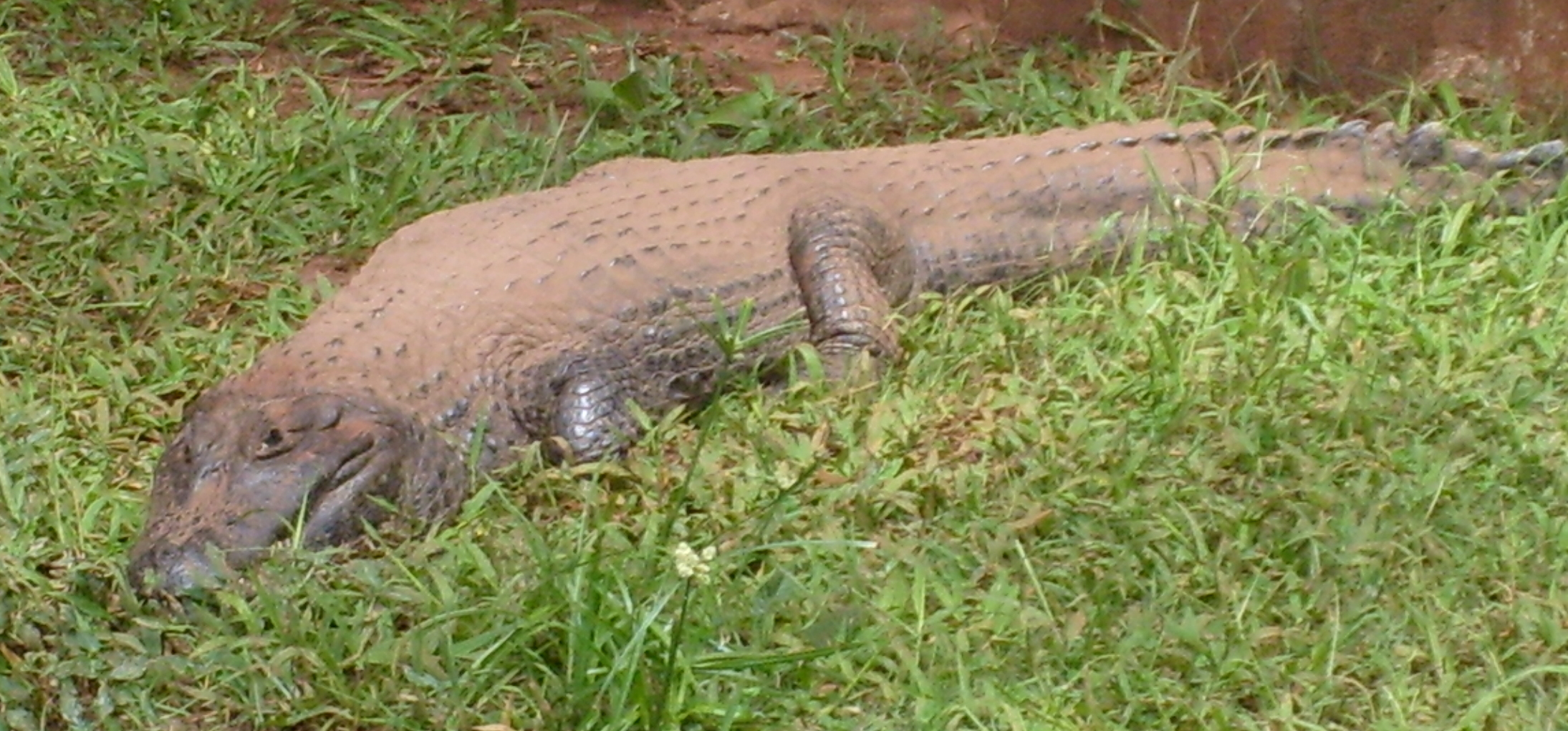
Caïman à museau large adulte

Le Caïman à museau large adulte mesure 1,50 m de long. L'espèce affiche un dimorphisme sexuel marqué, les femelles étant nettement plus petites. Outre sa coloration, il se distingue des espèces similaires par son museau robuste et court, aussi large que la tête, et la plus grande taille des écailles protectrices du cou. Il peut atteindre un poids de 90 kg.
Il présente une coloration variable, combinant le vert intense avec des tons plus grisâtres.
Les juvéniles montrent un dessin rayé caractéristique, qui se conserve occasionnellement chez les adultes. La pigmentation a d'excellentes propriétés mimétiques, et le rend quasi invisible dans les zones de dense végétation où il habite. Son ventre a une coloration qui va du jaune et du gris jusqu'au blanc.

## Mode de vie
Son régime est exclusivement carnivore; il ingurgite principalement des escargots et d'autres mollusques et crustacés. Il est aussi capable de chasser des reptiles et aussi des petits mammifères en cas de nécessité; les fortes mâchoires lui permettent de s'alimenter de tortues, dont la carapace casse avec facilité. La chasse aux oiseaux et aux mammifères est bien moins fréquente, car elle implique en général une forte dépense d'énergie et une digestion plus lente. Sauf en cas d'autodéfense ou de faim extrême, il n'est pas agressif vis-à-vis de l'homme.

## Reproduction

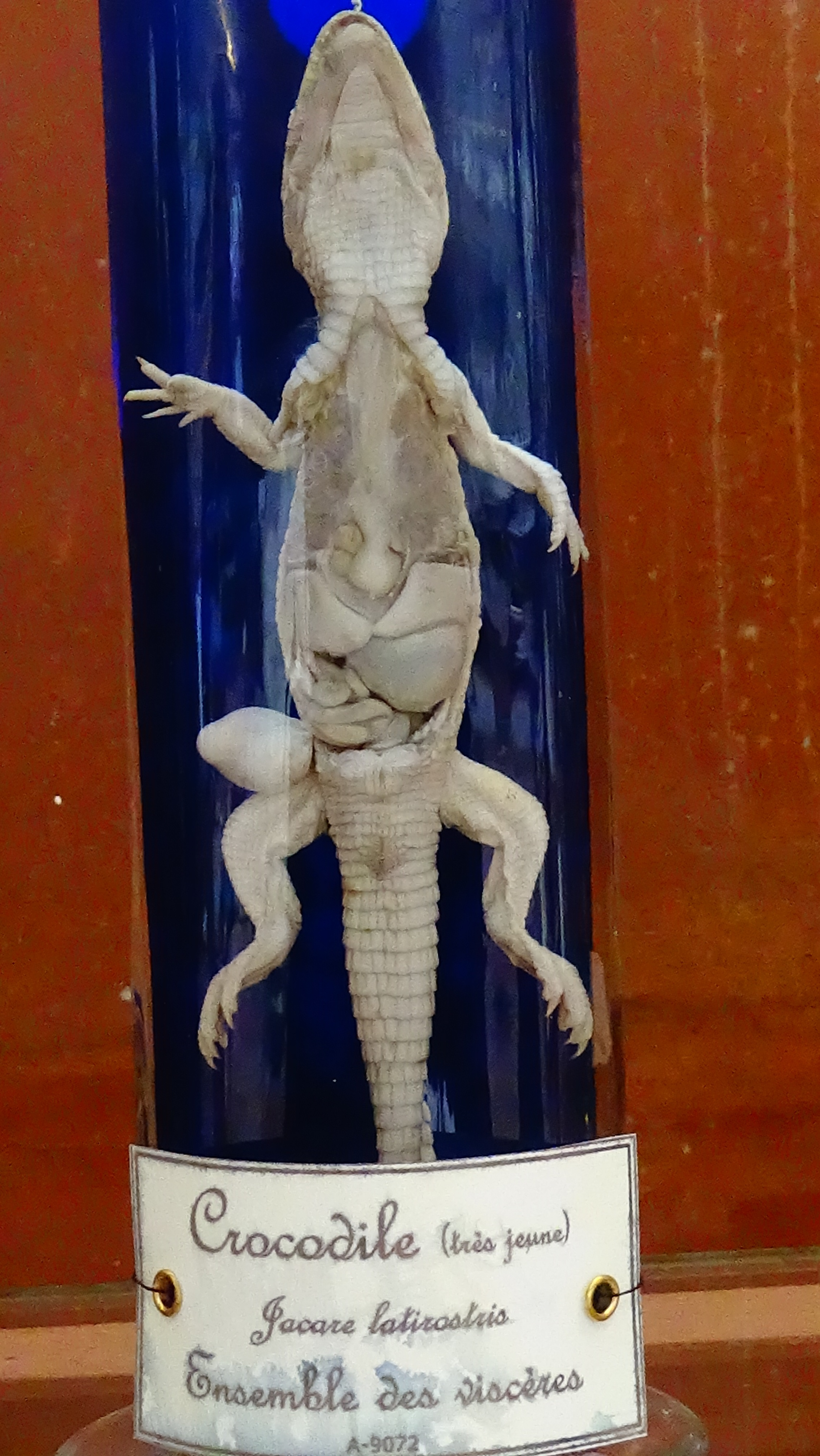
Jeune Caiman latirostris - Yacare latirostris - Ensemble des visceres - mnhn Paris

Ses habitudes reproductives ressemblent à celles de son parent le Jacara. Sa période de reproduction se situe au début de l'été ; les mâles marquent leur territoire et se battent avec les autres pour en expulser les plus faibles. Les femelles parcourent la zone et copulent à répétition pour garantir la fécondation des œufs. Peu après, elles construisent un nid, parfois avec l'aide du mâle, avec les matériaux se trouvant dans le secteur, toujours près d'une surface aqueuse. Elles y déposeront entre 20 et 60 œufs. Le nid a la forme d'un monticule de matières organiques de jusqu'à un mètre et demi de diamètre et 60 cm de hauteur, dans lequel les œufs sont répartis en deux couches. C'est la différence de température entre les deux étages qui déterminera le sexe des petits et garantira ainsi l'équilibre des sexes des nouveau-nés.
Un des parents, généralement la femelle, surveille le nid pendant les deux mois d'incubation, bien que dans des zones où la chasse au caïman est intense, ils puissent abandonner le nid pour s'enfuir. La chaleur nécessaire à l'incubation provient du sol et de la décomposition des matières organiques formant le nid (phénomène analogue à celui du fumier de nos fermes).
L'éclosion coïncide avec la saison des pluies les plus intenses; les exemplaires juvéniles vivront dans les ruisseaux les plus petits jusqu'à ce que leur carapace se fortifie.
Les parents, qui par ailleurs ont aidé à l'éclosion protègent en général la couvée pendant plusieurs mois.

## Conservation
Les juvéniles présentent un taux élevé de mortalité naturelle ; leurs prédateurs principaux sont les rapaces, spécialement le carancho ou polyborus plancus, le gavilán cangrejero, un épervier et le jabirú. Sans aucun doute la chasse humaine pour l'usage de la peau —plus délicate et moins résistante que celle des autres espèces — a été le principal élément de l'importante réduction en nombre de
l'espèce. On le chasse aussi, mais en moins grand nombre pour la consommation de sa chair et de ses œufs.
Il existe différents projets d'élevage en ferme de caïman à museau large, tant au Brésil qu'en Argentine. Une partie de la production sert à repeupler le milieu ambiant, et le reste en vue d'une exploitation commerciale.

## Publications originales
- Daudin, 1802 : Histoire Naturelle, Générale et Particulière des Reptiles; ouvrage faisant suit à l'Histoire naturelle générale et particulière, composée par Leclerc de Buffon; et rédigee par C.S. Sonnini, membre de plusieurs sociétés savantes, vol. 2, F. Dufart, Paris, p. 1-432 (texte intégral).
- Freiberg & Carvalho, 1965 : El yacare Sudamericano Caiman latirostris (Daudin). Physis, Buenos Aires, vol. 25, no 70, p. 351-360.